# Atyria alegrensis
Atyria alegrensis là một loài bướm đêm trong họ Geometridae.